# Чайная плантация

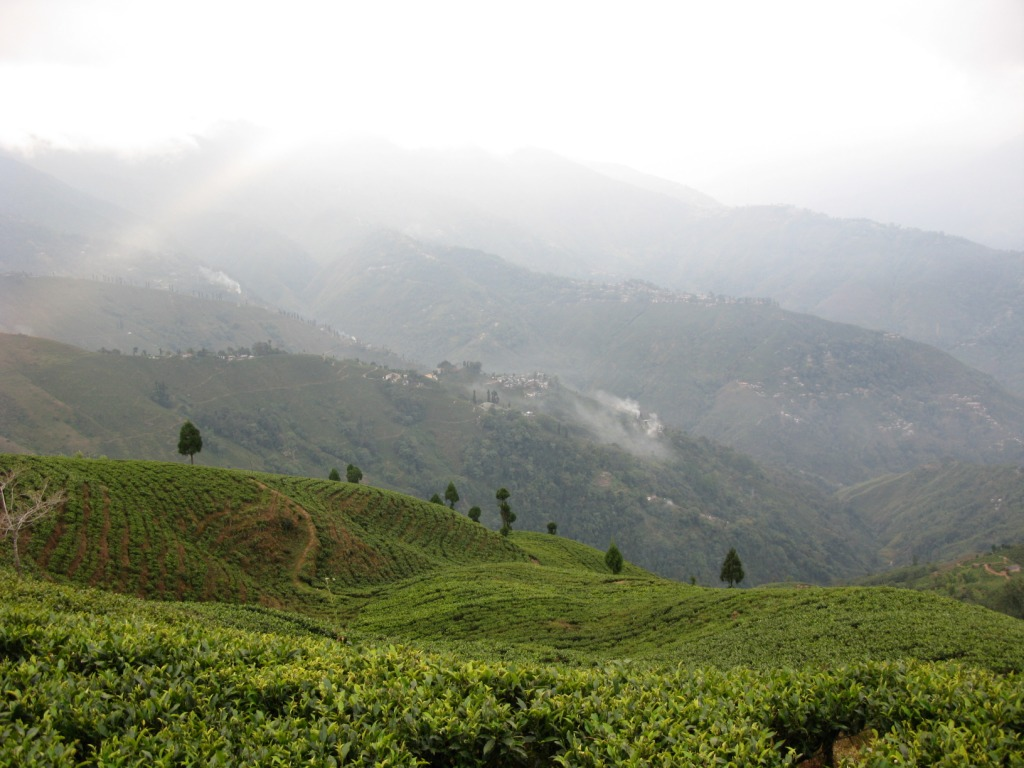
Чайная плантация в Дарджилинге

Чайная плантация (англ. Tea Estate) — хозяйство, которое выращивает чай. Чайные плантации распространены, в основном, в Индии, Непале, Шри-Ланке, Китае, Японии. Форма собственности может быть частной, государственной и кооперативной.
Материально самые успешные из чайных плантаций часто имеют свою микроэкономику: инфраструктуру, образовательные и социальные программы, спортивные и культурные мероприятия. Многие успешные плантации в Восточной Индии и Непале переходят на органическое земледелие, что подтверждается сертификатами международных сертификационных организаций.
Если чай является контролируемым по происхождению (моноплантационным), то есть не смешан с урожаев нескольких плантаций, название сорта такого чая обычно содержит название плантации. Например, чай Дарджилинг Путтабонг FTGFOP First Flush является собранным на старейшей в индийском Дарджилинге чайной плантации — Путтабонге (Туквари).
Официально зарегистрированных чайных плантаций только в Дарджилинге существует 87, а по всей Индии — 1655. Каждая чайная плантация производит свою номенклатуру чаев, но, как правило, в рамках принятых в регионе классификации и технологий.
Первая плантация на территории современной России была заложена в районе села Солохаул в Краснодарском крае в 1901 году И. А. Кошманом (1838—1935). Семена чая были привезены из Чаквы — прибрежного района Западной Грузии (современная Аджария).